# Coin Nord de Mitsamiouli
Coin Nord de Mitsamiouli ist ein 1960 gegründeter Fußballverein aus der Stadt Mitsamiouli im Norden des Inselstaates Komoren. Der Verein, der am Ende des Spieljahres 2017 in die komorische Zweitklassigkeit abgestiegen ist, gilt mit zumindest sieben Meistertiteln als komorischer Rekordmeister.

## Geschichte
Coin Nord de Mitsamiouli wurde im Jahre 1960 gegründet und nahm ab dieser Zeit am noch nicht geregelten bzw. organisierten komorischen Fußballbetrieb teil. Als im Jahre 1979 die komorische Premier League geschaffen wurde und die Komoren im selben Jahr auch ihr erstes, noch inoffizielles, Länderspiel absolvierten, startete Coin Nord de Mitsamiouli als einer der Gründungsvereine in die höchste Fußballliga der Komoren. Am Ende der Saison 1979/80 konnte sich Coin Nord de Mitsamiouli zum ersten offiziellen komorischen Fußballmeister krönen. Über die weiteren Ergebnisse in den 1980er Jahren ist kaum etwas überliefert; so soll Coin Nord 1983/84 Vizemeister geworden sein und 1985/86 einen weiteren Meistertitel erhalten haben. Überliefert sind auch vier Pokaltitel aus der Anfangszeit des organisierten komorischen Fußballs. Als Pokalsieger wird Coin Nord von der Rec.Sport.Soccer Statistics Foundation unter anderem in den Jahren 1982, 1984/85, 1986/87 und 1988/89 gelistet.
Ebenso wurden der Verein 1989/90 komorischer Meister. Nachdem die Informationsquellen ab den 1990er besser wurden, gibt es aber dieser Zeit mehr gesicherte Belege über den Erfolg von Coin Nord im komorischen Fußball. Der nächste Meistertitel, der dem Verein aus Mitsamiouli zugeschrieben wird, stammt aus der Saison 2000/01. Zwei Jahre später war Coin Nord Vizemeister, ehe der Verein 2005 abermals den Meistertitel errang. Nach dem sechsten bekannten Meistertitel im Jahre 2007 gilt vor allem das Jahr 2011 als Erfolgsjahr. In diesem konnte die Mannschaft ein weiteres Mal den Meistertitel feiern und gewann zudem den komorischen Fußballpokal 2010/11. Zudem trat der Fußballklub Coin Nord de Mitsamiouli seit seinem Bestehen mehrfach als Insel-Champion von Grande Comore (Ngazidja) in Erscheinung. Nach einer erfolglosen Spielzeit stieg Coin Nord am Ende des Spieljahres 2017 als Zehnter der Staffel Ngazidja (Grande Comore) von der Komorischen Premier League in die 2. Komorische Fußballliga ab. Bereits in der Saison davor schaffte das Team nur knapp den Klassenerhalt.

### Teilnahme an der CAF Champions League
Coin Nord de Mitsamiouli nahm im Laufe des Bestehens drei Mal an der CAF Champions League teil. Bei der CAF Champions League 2006 schied das Team noch in der ersten Runde gegen den mauritischen Klub AS Port-Louis 2000 aus. Nach Absprache mit der Confédération Africaine de Football (CAF) wurde hierbei nur ein Spiel ausgetragen und auf ein Rückspiel verzichtet. 2008 traf Coin Nord in der ersten Runde abermals auf einen Vertreter aus Mauritius; in diesem Fall auf den 2001 gegründeten Klub Curepipe Starlight. Nach einer 0:2-Niederlage im Hinspiel, gewann Coin Nord de Mitsamiouli zwar das Rückspiel mit 1:0, konnte sich aber dennoch nicht für die nachfolgende Runde qualifizieren. In der CAF Champions League 2012 trafen die Komoren in der ersten Runde auf das Fußballteam vom Ethiopian Coffee SC aus Äthiopien und gewannen das Hinspiel mit 1:0. Im Rückspiel konnte Coin Nord eine 0:1-Führung der Gastgeber noch vor der Halbzeitpause ausgleichen und war aufgrund der Auswärtstorregel auf gutem Kurs in die zweite Runde. Ethiopian Coffee kam daraufhin jedoch in der 75., 80. und 88. Spielminute erneut zum Torerfolg, gewann das Rückspiel somit klar mit 4:1 und ließ Coin Nord an einem Weiterkommen scheitern.